# Tuyen Quang (provincie)
Tuyen Quang (vietnamsky Tuyên Quang) je provincie na severu Vietnamu. Žije zde přes 770 tisíc obyvatel, hlavní město je Tuyên Quang. Sousedí s provinciemi Ha Giang, Cao Bang, Bac Kan, Thai Nguyen, Vinh Phuc, Phu Tho a Yen Bai.
Provincie má výrazně proměnlivou topografii zahrnující vysoké hory, hluboká údolí i nížiny. Průměrná nadmořská výška provincie je v rozmezí 200–600 metrů, přičemž sever provincie je hornatý a jih nížinný. V jižní části provincie, asi 100 kilometrů vzdušnou čarou od Hanoje, se v nadmořské výšce menší než 100 metrů rozkládá stejnojmenné hlavní město provincie Tuyên Quang. Leží na břehů řeky Lô, přítoku Rudé řeky. Území provincie má pouze 7,2% přírodního lesa, který zahrnuje deštný prales a monzunový les.